# یاکوولف یاک-۳
Yak-3 (به انگلیسی: Yakovlev_Yak-3) یک هواگرد از نوع جنگنده ساخت شرکت یاکوولف است. هواگرد Yak-3 نخستین پروازش را در ۱۲ آوریل ۱۹۴۱ (I-30) میلادی انجام داد. این هواگرد در سال ۱۹۴۴ میلادی رسماً معرفی گردید. در مجموع، تعداد ۴٬۸۴۸ فروند از این هواگرد ساخته شده‌است.